# Bravo Award
Bravo Award – nagroda piłkarska dla najlepszych młodych piłkarzy w Europie przyznawana od 1978 roku przez włoskie pismo Guerin' Sportivo.
Do 1992 roku, zwycięzcami mogli zostać wyłącznie zawodnicy poniżej 23. roku życia i występujący w europejskich pucharach (Liga Mistrzów UEFA, Puchar UEFA, Puchar Zdobywców Pucharów).
Następnie zmieniono tę zasadę, dopuszczając do wygranej mężczyzn poniżej 21 lat z dowolnej europejskiej ligi.
Wyróżnienie przyznawane było zawsze na wiosnę, nie na kalendarzowy koniec roku. Nagroda została wycofana po edycji z 2015 roku.

## Zwycięzcy
| Rok  | Zawodnik             | Klub                 |
| ---- | -------------------- | -------------------- |
| 1978 | Jimmy Case           | Liverpool            |
| 1979 | Garry Birtles        | Nottingham Forest    |
| 1980 | Hansi Müller         | VfB Stuttgart        |
| 1981 | John Wark            | Ipswich Town         |
| 1982 | Gary Shaw            | Aston Villa          |
| 1983 | Massimo Bonini       | Juventus F.C.        |
| 1984 | Ubaldo Righetti      | AS Roma              |
| 1985 | Emilio Butragueño    | Real Madryt          |
| 1986 | Emilio Butragueño    | Real Madryt          |
| 1987 | Marco Van Basten     | AFC Ajax             |
| 1988 | Eli Ochanna          | KV Mechelen          |
| 1989 | Paolo Maldini        | A.C. Milan           |
| 1990 | Roberto Baggio       | ACF Fiorentina       |
| 1991 | Robert Prosinečki    | Crvena zvezda        |
| 1992 | Josep Guardiola      | FC Barcelona         |
| 1993 | Ryan Giggs           | Manchester United    |
| 1994 | Christian Panucci    | A.C. Milan           |
| 1995 | Patrick Kluivert     | AFC Ajax             |
| 1996 | Alessandro Del Piero | Juventus F.C.        |
| 1997 | Ronaldo              | FC Barcelona         |
| 1998 | Ronaldo              | Inter Mediolan       |
| 1999 | Gianluigi Buffon     | Parma                |
| 2000 | Iker Casillas        | Real Madryt          |
| 2001 | Owen Hargreaves      | Bayern Monachium     |
| 2002 | Christoph Metzelder  | Borussia Dortmund    |
| 2003 | Wayne Rooney         | Everton              |
| 2004 | Cristiano Ronaldo    | Manchester United    |
| 2005 | Arjen Robben         | Chelsea              |
| 2006 | Cesc Fàbregas        | Arsenal              |
| 2007 | Lionel Messi         | FC Barcelona         |
| 2008 | Karim Benzema        | Olympique Lyon       |
| 2009 | Sergio Busquets      | FC Barcelona         |
| 2010 | Thomas Müller        | Bayern Monachium     |
| 2011 | Eden Hazard          | Lille OSC            |
| 2012 | Marco Verratti       | Delfino Pescara 1936 |
| 2013 | Isco                 | Málaga CF            |
| 2014 | Paul Pogba           | Juventus F.C.        |
| 2015 | Domenico Berardi     | US Sassuolo Calcio   |